# Поколени (Сучава)
Поколени (рум. Pocoleni) насеље је у Румунији у округу Сучава у општини Радашени. Oпштина се налази на надморској висини од 272 m.

## Становништво
Према подацима из 2002. године у насељу је живело 222 становника, од којих су сви румунске националности.